# Anomis orthopasa
Anomis orthopasa är en fjärilsart som beskrevs av Dyar 1914. Anomis orthopasa ingår i släktet Anomis och familjen nattflyn. Inga underarter finns listade i Catalogue of Life.